# Río Rahue (vattendrag i Región de Los Lagos)
Río Rahue är ett vattendrag  i Chile.   Det ligger i regionen Región de Los Lagos, i den södra delen av landet, 800 km söder om huvudstaden Santiago de Chile.
I omgivningen kring Río Rahue växer i huvudsak städsegrön lövskog och området är  glesbefolkat, med 17 invånare per kvadratkilometer.